# Morgan-Meister
Als Morgan-Meister wird einer der Buchmaler bezeichnet, die um 1400 die Wenzelsbibel mit über 640 großformatigen Miniaturen ausgemalt haben. Der namentlich nicht bekannte Künstler erhielt seinen Notnamen nach den von ihm kurz vor seinen Illuminationen zur Wenzelsbibel im Jahr 1391 geschaffenen Bildern zur Illustration einer anderen, früheren Bibel, die heute in der Pierpont-Morgan-Bibliothek verwahrt wird.
Wie alle in der sogenannten Wenzelswerkstatt tätigen Künstler folgte auch der Morgan-Meister den auf den Seiten teilweise noch zu findenden Anweisungen, welche und wie eine Szene bildlich zu gestalten ist. Dies deutet auf seine Arbeit unter einer Werkstattleitung hin, die die Gesamtausgabe der Wenzelsbibel koordinierte. Der Morgan-Meister hat 37 Seiten illustriert, davon acht zusammen mit dem Simson-Meister und eine mit dem Maler Frana.
In der Wenzelsbibel sind die Bilder des Morgan-Meister ein Gegensatz zu dem Bildern des Esra-Meisters.  Wenn dessen Illustrationen realitätsnah sind und bereits den Einfluss eines in Europa aufkommenden neuen realistischen Stils zeigen, so bleibt der Morgan-Meister einem manierierten, wenn auch facettenreichen höfischen Stil der Buchmaler des Prag seiner Vorgänger verpflichtet. Die unterschiedlichen Stilmerkmale der beiden wohl gleichzeitig an der Wenzelsbibel arbeitenden Künstler können als Ausdruck der Dynamik und Vielfalt der Malrichtungen in der Wenzelswerkstatt gesehen werden.

## Werke (Auswahl)
- Bibel, Böhmen 1391 (New York, Pierpont Morgan Library, MS M 833)[2]
- Wenzelsbibel, um 1400 (Wien, Österreichische Nationalbibliothek, Cod. Vindob. 2761)
- Gregorius Magnus: Moralia in Job, um 1397/1400 (Herzogenburg, Stiftsbibliothek des Augustiner-Chorherrenstifts, Cod. 94/1 und 94/2)[3]
- Codex mit Werken des Prager Erzbischof Johann von Jenstein (Rom, Vatikanische Apostolische Bibliothek BAV Cod. Lat. 1122)